# Воно живе 2
«Воно живе 2» або «Воно живе знову» (англ. It Lives Again) — американський науково-фантастичний фільм жахів 1978 року; сценарист, продюсер і режисер Ларрі Коен. Продовження фільму 1974 року «Воно живе». Фільм був випущений Warner Bros. 10 травня 1978 року.

## Синопсис
Епідемія немовлят-мутантів охоплює Америку.

## У ролях
| Актор            | Роль           |
| ---------------- | -------------- |
| Фредерік Форрест | Юджин Скотт    |
| Кетлін Ллойд     | Джоді Скотт    |
| Джон П. Райан    | Френк Девіс    |
| Джон Марлі       | містер Меллорі |
| Ендрю Дуґґан     | доктор Перрі   |
| Едді Константін  | доктор Форест  |

## Відгуки
У сучасній рецензії, опублікованій у Variety, сказано: «Хоча це все так безглуздо, Коен ефективно використовує хороший акторський склад на чолі з Фредеріком Форрестом і Кетлін Ллойд, щоб створити напругу перед гарчанням і ріжучими атаками жахливих іграшок».
Том Мілн з The Monthly Film Bulletin високо оцінив гру акторів у фільмі, назвавши екшн-сцени «місцями чудовими», але написавши, що «ідеї фільму, зокрема припущення про те, що мутанти можуть бути відповіддю природи на забруднення навколишнього серидовища так і не були по-справжньому розвинуті...».

## Зовнішні посилання
- Це знову живе на AllMovie
- It Lives Again на сайті IMDb (англ.)
- Це знову живе на Rotten Tomatoes